# Scarlett Mew Jensen
Scarlett Mew Jensen (Hackney, 31 de dezembro de 2001) é uma saltadora britânica, medalhista olímpica.

## Carreira
Mew Jensen competiu no evento de trampolim feminino de 1 metro no Campeonato Mundial de Esportes Aquáticos de 2019. Ela terminou em 19º lugar na rodada preliminar. No evento de trampolim feminino de 3 metros, ela terminou em 26º lugar na rodada preliminar.
Em maio de 2023, ela conquistou seu quarto título de 3m sincronizado no Campeonato Britânico de Saltos, a segunda vez que ela conquistou uma medalha com Yasmin Harper.
Em julho de 2023, ela ganhou uma medalha de prata no Campeonato Mundial de Esportes Aquáticos de 2023, saltando com Harper novamente, no evento de trampolim sincronizado de 3m. Isso selou a qualificação para as Olimpíadas de Verão de 2024, onde a dupla ganhou uma medalha de bronze.